# Campanier
Ne pas confondre avec Campanien.
Au Moyen Âge, on appelait campanier ou « clocheteur » en campagne (et crieur des morts en ville) la personne qui annonçait les baptêmes sur la place principale du hameau ou précédait les convois funèbres en agitant une petite cloche ou clochette. La coutume de signaler le passage d'un cortège funèbre par ce campanier vêtu de noir, appelé familièrement le « clocheteur des trépassés » s'est conservée jusqu'au début du XXe siècle dans les campagnes, alors que dans les villes officiait plutôt le crieur des morts.